# Hans Scharoun
Bernhard Hans Henry Scharoun (Brema, 20 settembre 1893 – Berlino, 25 novembre 1972) è stato un architetto tedesco.

## Biografia

### Infanzia
Hans Henry Scharoun nacque il 20 settembre 1893 a Brema da una famiglia nativa della Slesia. Il padre, di origini boeme, dopo solo un anno dalla nascita del figlio aveva trovato impiego come direttore di una fabbrica di birra presso Bremerhaven, città situata sulla costa del Mare del Nord e caratterizzata da una fremente attività portuale. La laboriosa industriosità di questa città, animata già all'epoca da uno dei porti più grandi d'Europa, lasciò un'impronta profonda nella fantasia del piccolo Hans, che ne preservò il ricordo in maniera più che viva anche durante la vecchiaia, quando raccontò:
(Hans Scharoun)
Nel frattempo Scharoun maturò un sincero amore per il disegno, arte che coltivò nella prospettiva di divenire un architetto di successo. Queste precoci ambizioni professionali furono fortemente osteggiate dal padre, per il quale l'architettura era un mestiere che non avrebbe fatto altro che condurre inevitabilmente a fallimenti esistenziali ed economici. Il giovane Hans, per fortuna, poté beneficiare del supporto della madre, che gli custodiva amorevolmente i disegni, e della famiglia di costruttori Hoffmeyer, che intuendo le inclinazioni e il promettente talento artistico del ragazzo lo incoraggiò apertamente, consentendogli al contempo di interagire con i problemi concreti, pratici del fare edilizia.
Alla frequentazione della famiglia Hoffmeyer Scharoun affiancò un'intensa quanto precoce attività progettuale: il suo primo progetto, infatti, risale proprio agli anni ginnasiali e riguardava la costruzione di un edificio liturgico a Bremerhaven per un concorso. Si trattava di un'opera certamente acerba (Hans, d'altronde, all'epoca non aveva che diciassette anni) ma che riusciva già a sintetizzare i maggiori fermenti artistici che affollavano l'Europa del Novecento - l'astrattismo di Kandinskij, l'istituzione del Der Blaue Reiter, il naturalismo fitoformo di Gaudí - declinandoli in soluzioni spaziali intense, segmentate che già nascondono in nuce alcuni indirizzi stilistici della maturità.

### La carriera prebellica
Nel 1912 Scharoun suggellò il suo sogno architettonico con l'immatricolazione presso la facoltà di architettura di Berlino, a Charlottenburg, anche se l'improvviso scoppio della prima guerra mondiale frustrò furiosamente ogni sua velleità accademica. Scharoun, infatti, alla deflagrazione del conflitto si arruolò nelle milizie prussiane - ignorando la proposta del mentore e professore universitario Paul Kruchen, che tentò di fargli assumere la vicedirezione del programma di ricostruzione della Prussia Orientale - e, sotto il fuoco del fronte russo, disegnò incessantemente, dando vita ad alcuni «schizzi immaginari» tra l'altro particolarmente pregevoli. Conclusasi la guerra, tuttavia, egli non riprese gli studi, ritenendo più opportuno formarsi direttamente sul campo con l'acquisizione di conoscenze votate alla concretezza della prassi.

Cartello stradale che segnala la vicinanza alla Villa Schminke

Per aumentare la propria notorietà in questi anni Scharoun partecipò a una pletora di concorsi. Questa sua intensissima attività concorsistica, fortunatamente e anzi quasi inaspettatamente, fu coronata da uno sfolgorante successo: nel 1919, infatti, il progetto che presentò per il concorso della sistemazione della piazza del duomo di Prenzlau, vince il primo premio, e il suo nome venne persino menzionato nella stampa specialistica. Del progetto scharouniano vennero lodate soprattutto «l'incalzante giustapposizione dei corpi architettonici», dalle volumetrie e altimetrie variamente articolate, con cui veniva cinto il fabbricato gotico del Duomo, al quale veniva in questo modo conferito un senso di notevole dinamismo. A degno compimento di quest'annata vi fu anche l'adesione al cenacolo di architetti emergenti e intellettuali gravitante intorno alla figura di Bruno Taut. Di particolare interesse è in particolare il densissimo carteggio che legò i vari membri di questa cerchia, noto sotto il nome di «Die Gläserne Kette» [La catena di vetro]: anche Scharoun, ovviamente, partecipò a questo ininterrotto flusso epistolare, protrattosi per dodici mesi, con l'esecuzione di disegni a penna e acquerelli raffiguranti le cosiddette «case ideali» per il popolo. Il Gläserne Kette, nonostante la sua durata quasi effimera, fu occasione per Scharoun per consolidare il proprio legame con la città di Berlino, nonché per informare orientamenti stilistici più precisi (per quanto immaginifici). Risentendo degli intensi confronti con gli scriventi, infatti, Scharoun ne subì la fascinazione e iniziò a coltivare il sogno di un'architettura engagé, tutta dedita alla risoluzione dei problemi sociali: «Dobbiamo creare proprio come il sangue dei nostri antenati provocava ondate di inventività, e dovremo essere in grado di esprimere una totale comprensione del carattere e delle motivazioni dei nostri interventi ideativi!» scriveva, ad esempio, Scharoun nel Gläserne Kette, sotto lo pseudonimo di «Hannes».
Già poco dopo il tramonto del Gläserne Kette, tuttavia, Scharoun inizia a declinare tematiche sociali-utopistiche dalla grande espressività in chiave funzionalista: di questa virata stilistica, di cui si parlerà più profusamente nel paragrafo Stile, risentono già i progetti inviati nel 1922 per il grattacielo «Chicago Tribune» sulla Friedrichstraße e per l'edificio pluriuso al Börsenhof di Königsberg. L'attività concorsistica di Scharoun in questi anni, in effetti, fu assai intensa ma decisamente deludente, in quanto le varie partecipazioni - fin troppo originali per la mentalità dell'epoca - non gli fruttarono alcun incarico concreto. Malgrado l'indifferenza delle giurie, appartenenti alle vecchie tradizioni architettoniche, Scharoun riuscì in questo modo a segnalarsi, seppur timidamente, e ad acquistare la nomea di architetto insolito ma di talento. Questa inaspettata attenzione verso la figura di Scharoun fu stimolato non solo dall'effettivo pregio ideativo delle sue opere, bensì anche dall'intensa rete sociale che egli andava intrecciando da anni, avendo già stretto amicizia con Häring, Taut, Tessenow ed altri, e dai plausi provenienti da alcuni critici più moderni e illuminati, come Gustav Platz. Fu così, privo di laurea e grazie esclusivamente all'interesse suscitata dai suoi progetti (seppur incompiuti), che Scharoun nel 1925 divenne professore presso la Kunstakademie di Breslavia, istituto superiore di istruzione artistica che pur essendo privo della radicale carica innovativa del Bauhaus era particolarmente apprezzato nella scena architettonica europea grazie a nomi coe Endell, Moll, Muche, Poelzig e Schlemmer. Breslavia, ovviamente, era una realtà piccola e Scharoun era consapevole che non vi avrebbe ricavato molte committenze: egli, tuttavia, riconobbe nella didattica lo strumento perfetto con cui perfezionare la propria grammatica architettonica e artistica, persuaso che «un popolo incapace di rappresentare artisticamente la propria esistenza è un popolo morto».

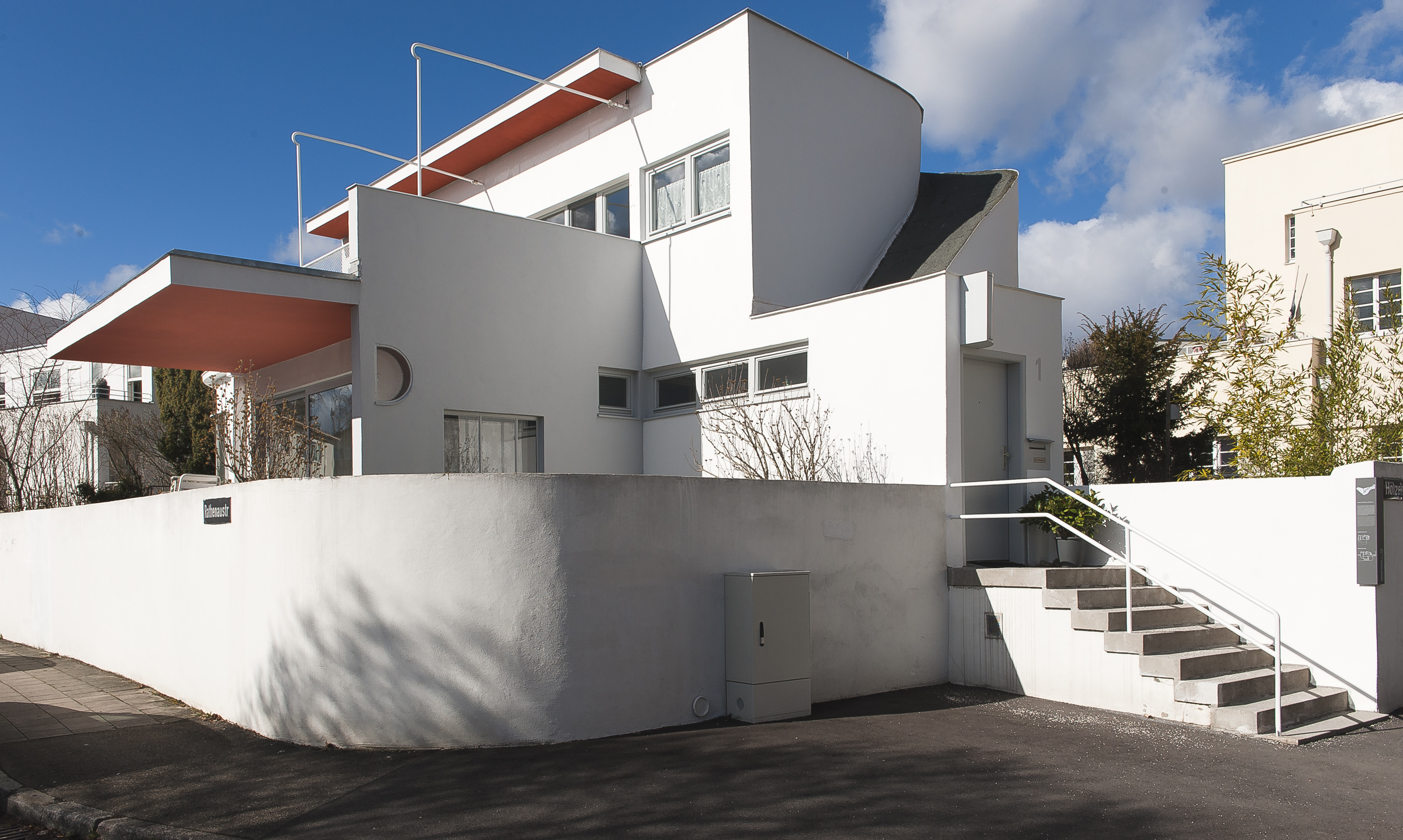
L'intervento edilizio di Scharoun al Weissenhof. Questa casa unifamiliare presenta intonaci candidi e sfolgoranti, stesure murarie essenziali, e un'articolazione spaziale che consente «di cogliere le forme bene delineate dei vani-soggiorno e il loro protendersi al di là dell'inevitabile schermo perimetrale, perché qui il paesaggio è di particolare bellezza», come osservato dallo stesso Scharoun.

Breslavia, ex città «degli estimatori della cultura e dell'arte», iniziò tuttavia a comprimere eccessivamente la fantasia creatrice di Scharoun, profondamente deluso da una scena artistica che, pur nella sua sostanziale vivacità, mostrava diffidenza verso le sue proposte. A causa di questo scarso entusiasmo, e anche per via di un tragico tracollo economico che frenò bruscamente le ambizioni edilizie della committenza, Scharoun decise nel 1926 di aprire uno studio a Berlino insieme ad Adolf Rading, altro architetto con cui strinse un'amicizia forte e duratura: «per questo ed altri motivi Rading ed io concentriamo i nostri sforzi su Berlino, e Breslavia sarà il nostro trampolino» scrisse lo stesso Scharoun nel 1926. Sempre in questo periodo l'architetto entrò tra le file del gruppo Der Ring [L'anello], associazione di architetti, anche di grande levatura (vi facevano parte Taut, Mendelsohn) che propugnavano politiche abitative per le città tedesche più moderne, salubri e del tutto antitetiche rispetto al conservatorismo allora dilagante in Germania. Con lo status di professore universitario recentemente acquisito e con quest'ormai salda rete di contatti Scharoun in questi anni inaugurò una fase lavorativa molto intensa e soddisfacente, suggellata dalla realizzazione di un prefabbricato ligneo smontabile di notevole pregio per la mostra di giardinaggio a Liegnitz e, soprattutto, dalla costruzione di una casa unifamiliare al Werkbund «Die Wohnung» di Stoccarda, in Germania. Con la regia di Mies van der Rohe, infatti, a Weissenhof - modesta collina nei pressi di Stoccarda - vennero invitati nel 1927 gli ingegni architettonici mondiali più fervidi, da Le Corbusier a Walter Gropius, nella prospettiva di plasmare con grande coesione intellettuale un quartiere-modello sulla base delle tecniche edili del Movimento Moderno. L'intervento edilizio di Scharoun fu di modeste dimensioni, ma fornì un decisivo impulso alla sua carriera, che poté finalmente beneficiare di un congeniale clima economico, decollato in seguito all'introduzione del Reichsmark. Tra i vertici più alti della produzione scharouniana prebellica vi sono gli edifici residenziali della Großsiedlung Siemensstadt, l'abitazione «Wohnheim» al Werkbund «Wohnung und Werkraum-Wuva» di Breslavia e la casa Mattern a Bornim, presso Potsdam.

### Durante e dopo la seconda guerra mondiale
Con l'ascesa al potere di Hitler e del nazionalsocialismo Scharoun subì un drastico isolamento non solo professionale, ma anche umano. Inquietati dalla svolta totalitaria della politica tedesca e dall'inizio delle persecuzioni contro i dissidenti e gli ebrei, infatti, molti degli architetti del Neues Bauen erano fuggiti all'estero, avviando una vera e propria «diaspora della cultura tedesca»: a partire furono Meyer, Taut, Gropius, Breuer, Mendelsohn, May, Mies, e persino l'amico Rading, il quale - terrificato dall'idea di vivere sotto l'egida hitleriana - scelse l'esilio in Francia. Fra gli unici a rimanere in Germania vi fu proprio Scharoun:
(Rading)

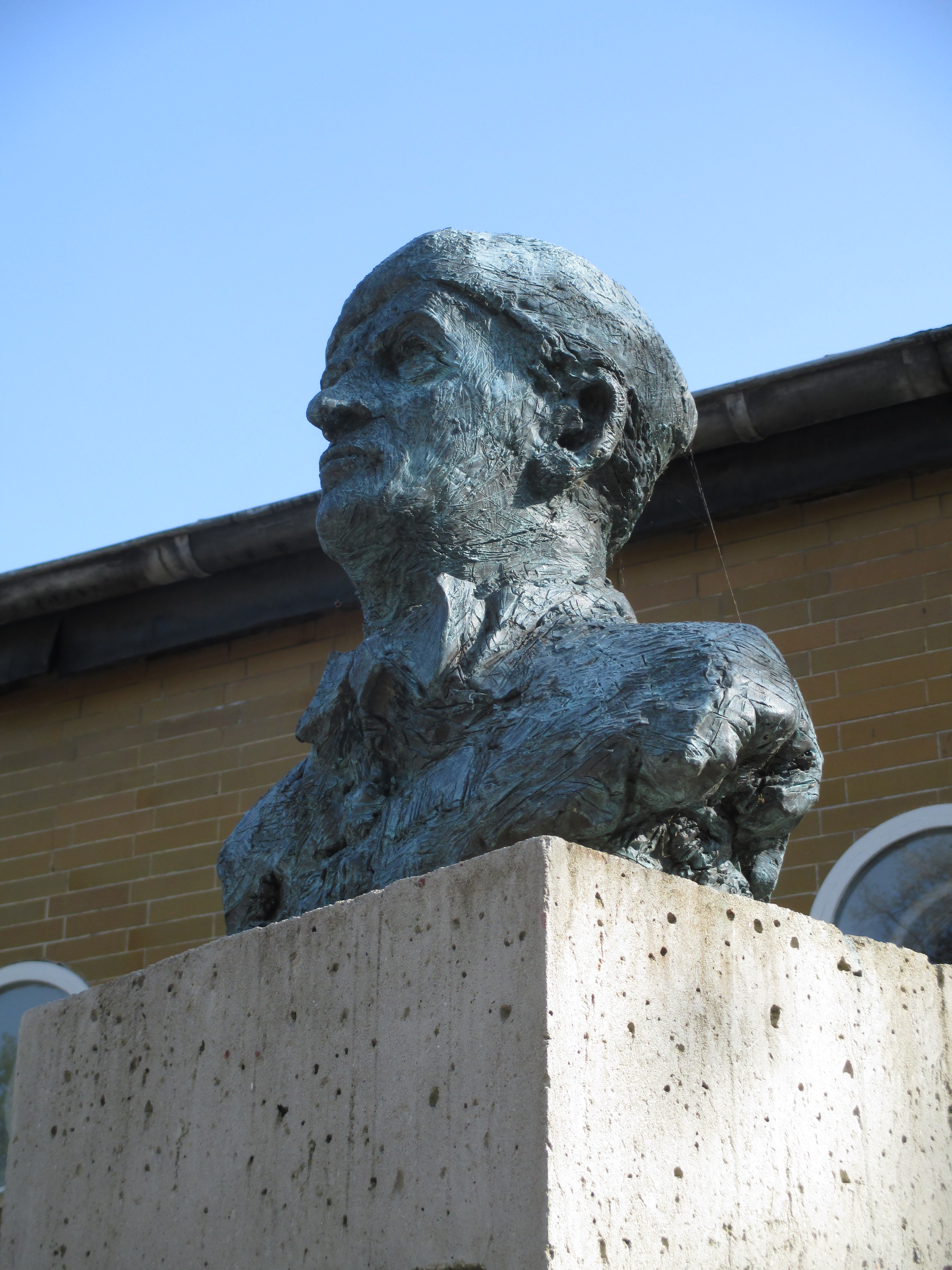
Busto dedicato a Scharoun

Le «circostanze gravose» del nuovo corso storico della Germania - come lo stesso architetto le ebbe a definire - afflissero ferocemente Scharoun, costretto come si è visto a un'emarginazione quasi totale. Malgrado venisse accusato di «bolscevismo culturale» dai più, e nonostante un generale ritorno in auge dell'architettura tradizionalista, Scharoun riuscì a guadagnarsi da vivere progettando abitazioni unifamiliari che, dietro una facciata dall'aspetto conservatore, celavano un interessante quanto moderno sviluppo planimetrico. Questi sperimentalismi, per quanto cauti, cessarono con la radiazione professionale subita in seguito alla progettazione della casa Baensch e, più generalmente, con lo scoppio della seconda guerra mondiale: nei tragici anni del conflitto Scharoun sopravvisse dal punto di vista stilistico alle incombenze belliche stendendo un'ingente qualità di acquerelli, carboncini, inchiostri e disegni, tutti alla rincorsa di un tema ben specifico: la casa del popolo, resa con gli auspicati stilemi del futuro che, con la sua speranzosa drammaticità, si proponeva come «un'impensabile cattedrale laica dell'espressionismo in tempi in cui quest'arte veniva considerata fuori legge» (Marcianò). Con queste opere, dette non a caso della «Resistenza», Scharoun per sopperire all'inoperosità evase nella fantasia e diede vita a una metropoli disarmonica, caotica e apocalittica come le barbarie che venivano perpetrate in quei tragici anni ma, al contempo, costellata di titanici edifici collettivi dotati di una elevata dignità architettonica proprio in quanto voluti dal popolo.
Quest'alienante inazione ebbe fine nel 1945, con il termine del conflitto e la resa della Germania. Berlino fu uno degli esempi più eclatanti degli effetti distruttivi della guerra: ridotta ad un desolato cumulo di macerie, la città tedesca all'indomani della sconfitta nazionalsocialista presentava un tessuto edilizio gravemente danneggiato e che necessitava di un tempestivo riassetto. Per questo motivo Scharoun, desideroso di riproporre una città aliena dalla tragedia nazista, moderna sia dal punto di vista urbano che sociale, predispose un team di architetti che, in semiclandestinità, lavorò congiuntamente alla stesura del «Berlin Plant», ovverosia di un nuovo riassetto urbanistico per Berlino. Purtroppo tale progetto non venne mai messo in opera: Scharoun, tuttavia, con il tramonto del potere hitleriano poté giovarsi di una seconda giovinezza professionale: divenuto direttore del nuovo istituto di edilizia presso l'Accademia delle Scienze di Berlino, Hans in questi anni operò alla stesura di numerosissimi progetti, molti dei quali rimasti come di consueto sulla carta. A questi anni d'oro e di estrema laboriosità per Scharoun, il quale si vide finalmente confermata la validità delle proprie invenzioni architettoniche, risalgono i grattacieli residenziali «Romeo e Giulietta», edificati a Stoccarda, il modesto intervento all'Interbau del 1957 (dove progetta un modello di abitazione ad un piano e mezzo), l'addizione edilizia del Siemenstadt e, soprattutto, la Philharmonie e la Haus Potsdamer Straße per la Biblioteca di Stato di Berlino, edifici sorti nell'ambito del Kulturforum (il nuovo centro culturale a ridosso di Potsdamer Platz, nella Berlino Ovest, e idealmente contrapposto all'antico centro monumentale di Unter den Linden, rimasto a Est), nonché il museo navale di Bremerhaven, progettato per l'amata città dell'infanzia. Hans Scharoun, infine, morì il 25 novembre 1972 a Berlino.

## Stile

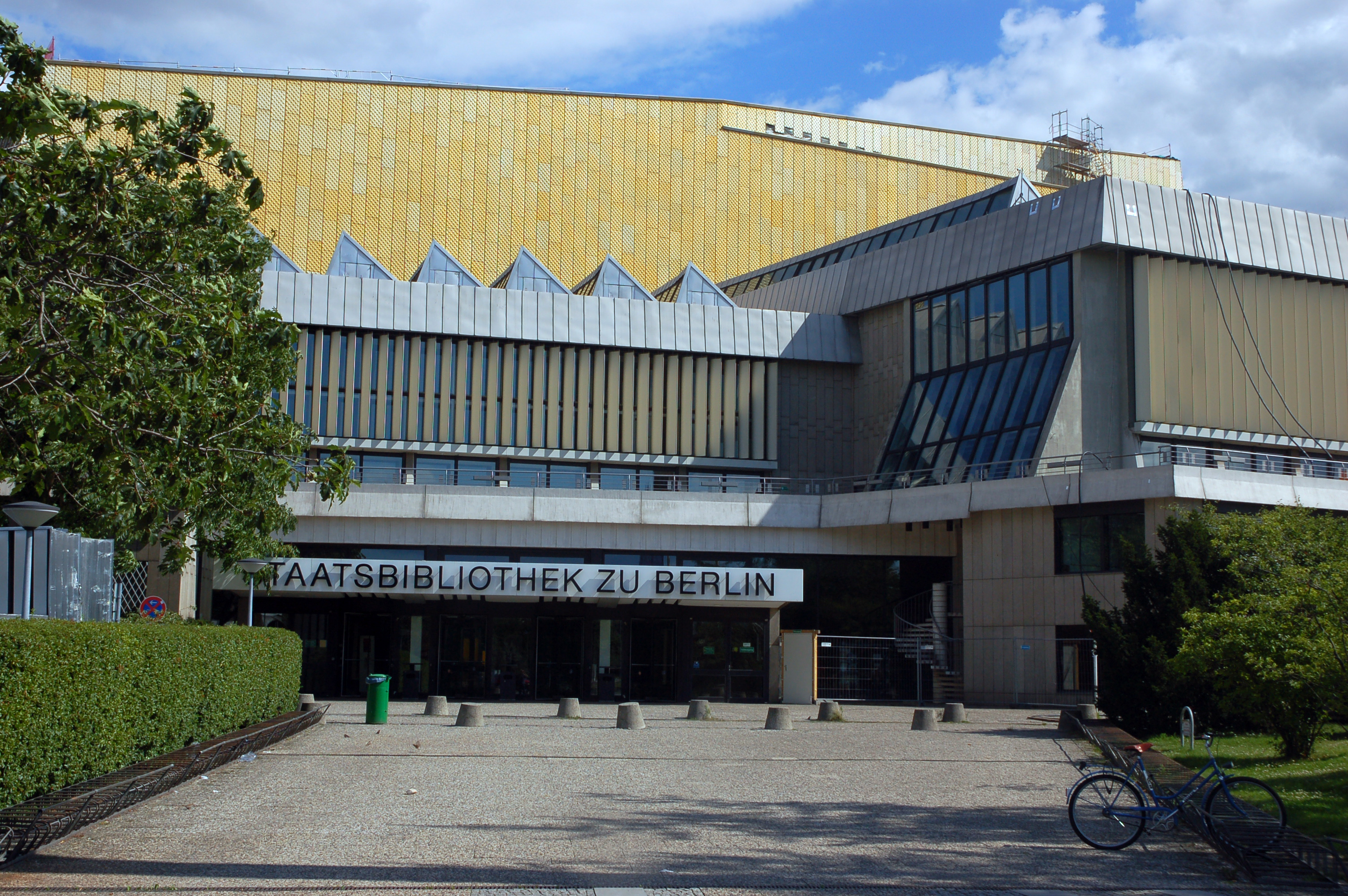
La Haus Potsdamer Straße che ospita una parte del patrimonio della Biblioteca di Stato di Berlino

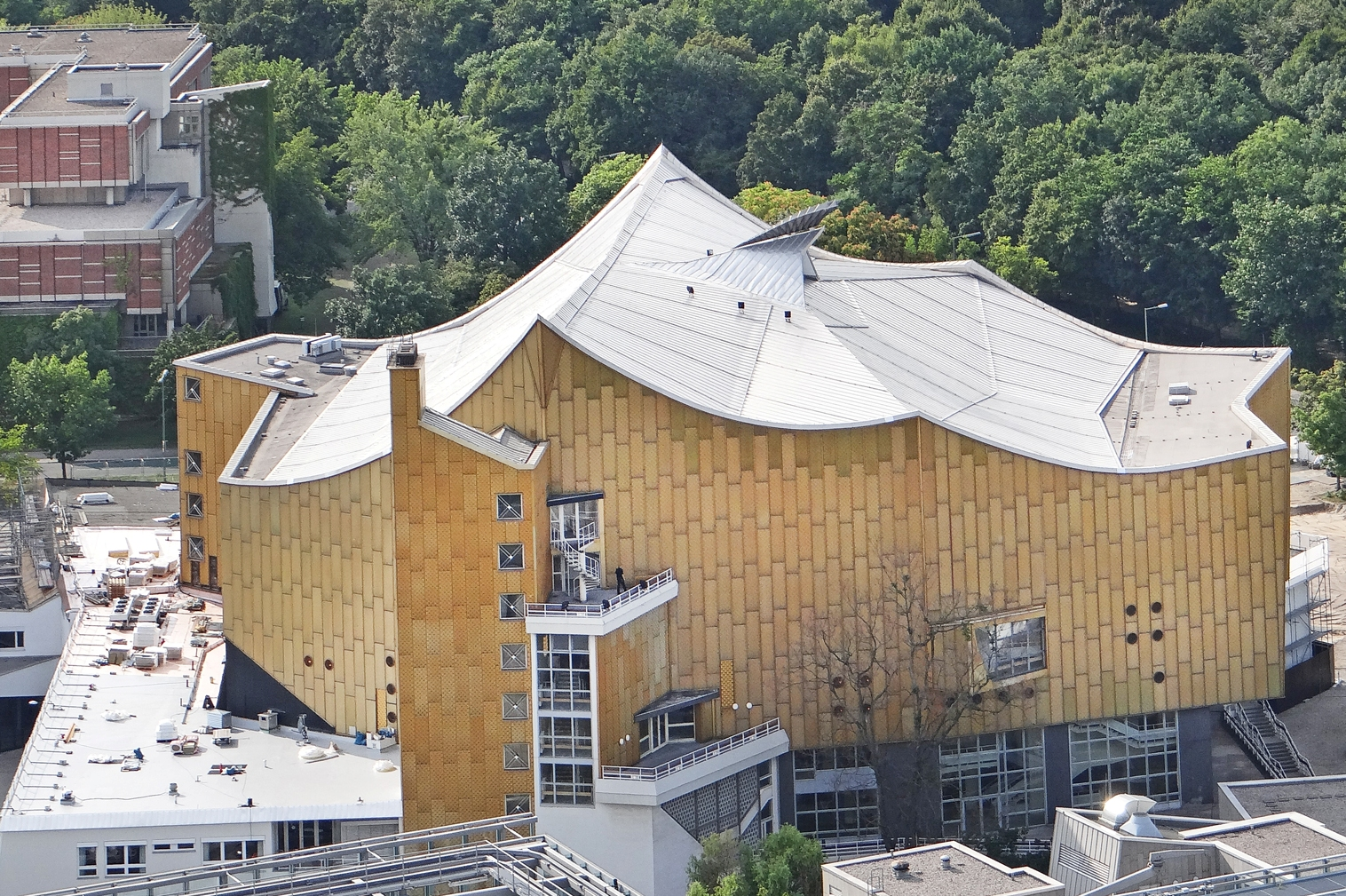
La sala concerti della filarmonica di Berlino

Hans Scharoun, oggi annoverato tra i più significativi interpreti dell'architettura moderna, è stato un architetto così poliedrico da risultare difficilmente riconducibile entro i ristretti orizzonti di una determinata corrente architettonica. Il giovane Scharoun subì in modo potente l'influsso della figuratività espressionista, e in particolar modo dell'opera di Eric Mendelsohn, al quale tributò grandissima stima, ammirandone gli edifici spogli di qualsiasi decorazione e plasticamente plasmati secondo curve spregiudicate e slanciate e segni veloci e drammatici. Malgrado molti degli edifici da lui progettati in questo periodo si arenarono allo stato di ideazione, Scharoun nei suoi esordi si votò a masse edilizie che fluiscono nello spazio con continuità e dinamismo, così plasmate e caratterizzate in risposta a una precisa esperienza interiore che, nel caso scharouniano, rispondeva al desiderio di mettersi completamente a disposizione dell'uomo e della società: dopo l'esperienza traumatica della prima guerra mondiale, infatti, Scharoun insieme a moltissimi altri architetti si sentiva all'alba di una nuova era e, per questo motivo, voleva proporsi come il demiurgo di un nuovo ordine sociale, impostato sull'umanitarismo espressionista («arte e popolo devono formare un'unità, [ma] arte e stato sono inconciliabili per loro natura»). Espressioni attuative di questi ideali furono i numerosissimi elaborati che Scharoun impostò sui temi delle Stadtkronen [edifici culminanti di una città] e delle «case del popolo», i quali diverranno delle vere e proprie costanti nelle riflessioni architettoniche di Hans. In queste opere, in ogni caso, l'architetto  - mostrandosi consapevole dei drammi che stavano lacerando la Germania del tempo - intende sostenere fiduciosamente i fratelli diseredati tedeschi con figurazioni prive di preziosismi calligrafici, analiticamente ancorate alla realtà ma che, nella loro intransigenza, risultavano essere intrise di una afona drammaticità, paradossalmente enfatizzata da colori fiammanti e leggiadri.
La concitata e tormentata espressività visionaria di questa prima fase della produzione scharouniana si inalveò poi nei circuiti razionalisti della sua maturità, rinvigorendoli. Pur non mostrandosi indifferente alla parte estetica di un edificio, la quale (ovviamente) condizionava la sua immagine architettonica in maniera significativa, Scharoun nella sua maturità stilistica palesò una sostanziale indifferenza verso l'aspetto esteriore delle proprie creazioni, le quali dovevano al contrario rispondere a una serrata funzionalità. Era opinione di Scharoun, infatti, che fosse necessario desumere i valori formali di una creazione architettonica dalla soluzione delle problematiche tecniche inerenti alla sua funzione e alle sue strutture, in modo tale da massimizzarne il rendimento (Leistungform). «Praticità, non rappresentanza!» tuonava Scharoun già nel 1922: di conseguenza, l'aspetto esteriore di un edificio «consegue per necessità o per scelta, a seconda di come lo si vuole determinare», come egli stesso sentenziò in una sua lezione a Breslavia, siccome «l'arte non serve ad appesantire la vita con elementi superflui, ma a metterne a fuoco il significato traducendo il pensiero in forme». Pur risultando pragmatici, concreti e per questo inequivocabilmente moderni e metropolitani, i brani architettonici di Scharoun aderiscono tuttavia agli stilemi della Neue Sachlichkeit con spiccati toni linguistici personali. La primitiva formazione espressionista di Scharoun, infatti, non è affatto estranea agli edifici di questo periodo, dove il rigore funzionalista si addolcisce con angoli stondati, dilatazioni altimetriche, spazialità avvolgenti e fluenti, intriganti intrecci di sinuose curvature: tutte peculiarità che però, pur essendo di chiara matrice espressionista, sono ricche di spunti funzionali. Questo felice connubio tra espressionismo e funzionalismo è riscontrabile nei progetti della casa trasportabile in legno (1927), del Ministergärten a Berlino (1927), o nella casa unifamiliare al Werkbund «Die Wohnung» di Stoccarda (Weissenhof, 1927) o, ancora, nell'abitazione «Wohnheim» al Werkbund «Wohnung und Werkraum-Wuva» di Breslavia, dove le curve vengono orchestrate in maniera quasi chirurgica:
(Giovanni Klaus Koenig)

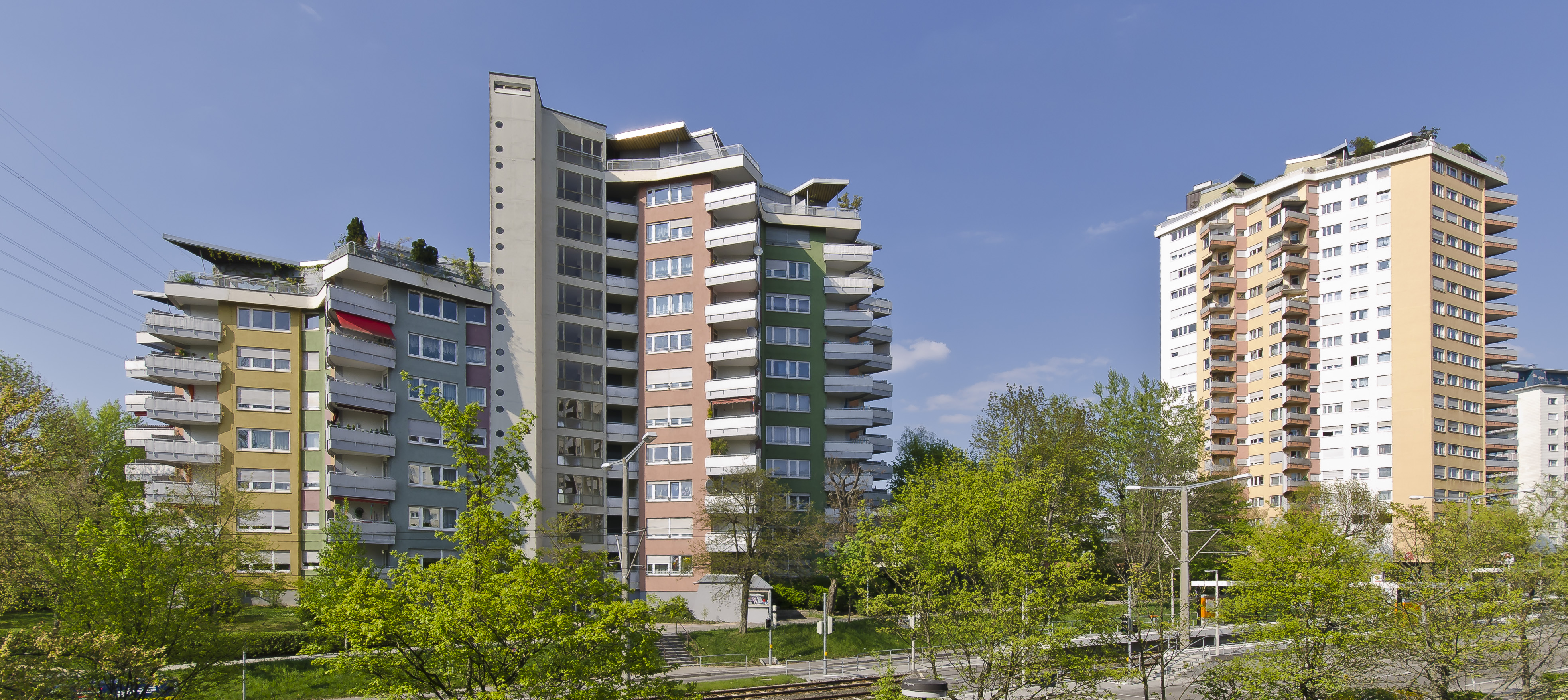
I grattacieli «Romeo e Giulietta»

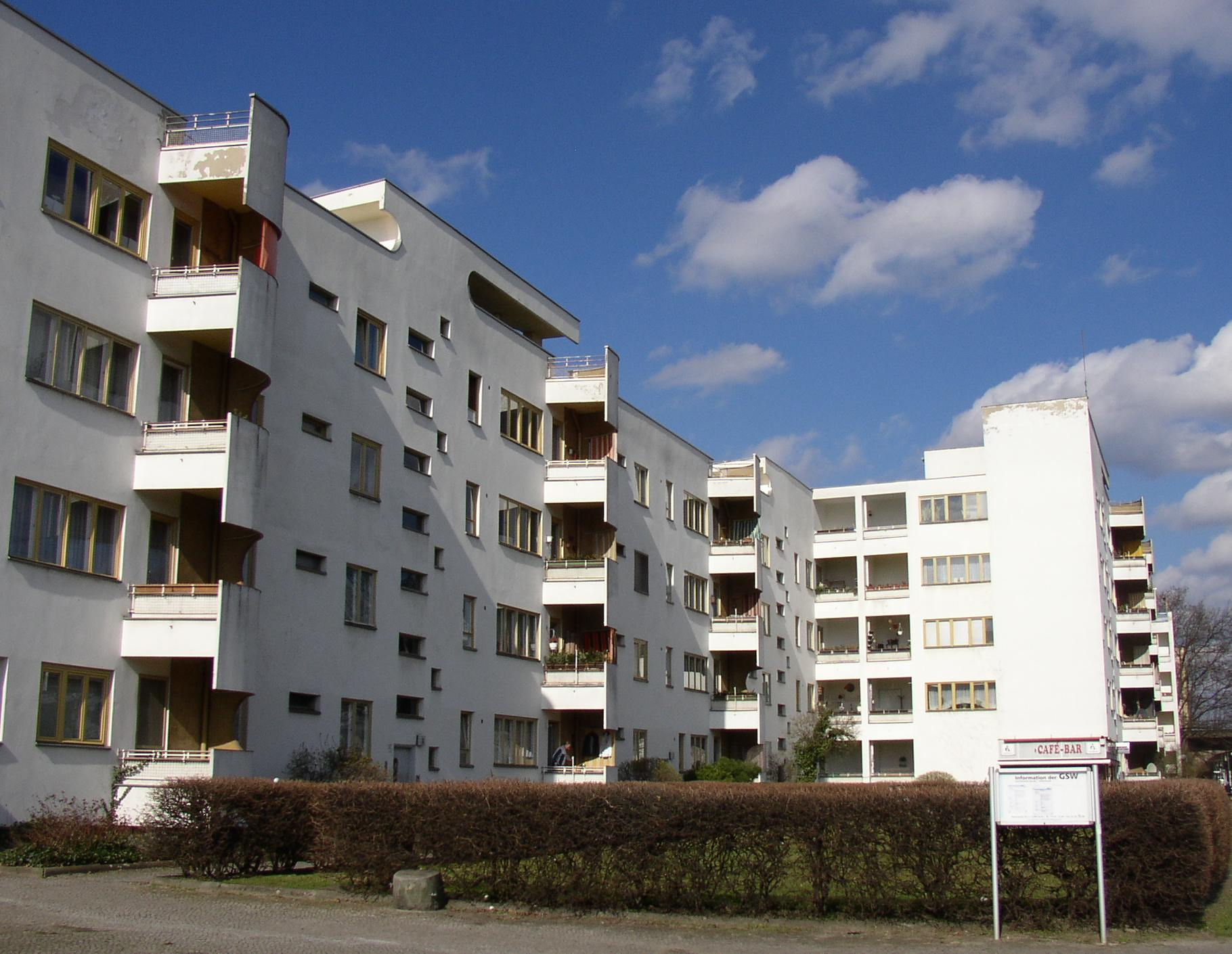
La Großsiedlung Siemensstadt

Dopo la drastica eclissi professionale subita durante il regime della dittatura nazista Scharoun fu particolarmente impegnato sui fronti dell'urbanistica e del tema dell'«abitare». Sollecitato dall'urgenza di ricostruire Berlino dopo le distruzioni della seconda guerra mondiale, in particolare, Scharoun nel 1946 elaborò un complesso piano urbanistico che, contrapponendosi alla degradante logica delle Mietkasernen, prevedeva un «sistema viario inedito» che traeva «le proprie ragioni d'essere dalle diverse esigenze della popolazione» e che si sostanziava di «una rete di strade paritetiche per passeggiare, muoversi lentamente in automobile o correre, collegata a zone paritetiche per il commercio e per le residenze» in grado di trasformare Berlino in «una catena di montaggio decorrente da est verso ovest», complice anche l'inserzione di fluidi spazi connettivi nelle aree residuali della grande maglia viaria. Il disegno urbano prospettato da Scharoun, dunque, insediandosi «in zone sterminate deprivate di un codice fisso» si impone «nello stesso modo con cui alberi, boschi, prati, montagne e laghi compongono la natura abbellendola» (a parlare è sempre Scharoun).
Fulcro di questo magnetico palinsesto urbano è l'unità di abitazione. Bauen, wohnen, denken era il nome di una lezione del filosofo tedesco Martin Heidegger dove veniva condannata l'utopia razionalista in favore di un recupero alle tradizionali, e per questo più autentiche, radici dell'abitare: mostrandosi assai sensibile al pensiero heideggeriano Scharoun arrivò a diluire il suo approccio razionalista in uno stile che, recuperando il tema giovanile della «casa del popolo» e mostrandosi attento alle effettive esigenze dell'uomo, miscela il vocabolario espressionista, mai dissipatosi, con i nuovi dettami della poetica organica. L'abitazione, infatti, secondo il giudizio di Scharoun andava concepita come una «costruzione organica» a struttura aperta, con gli spazi articolati fluidamente e quindi commisurati agli effettivi bisogni dei fruitori: ciò, ad esempio, non avveniva negli alloggi tradizionali, dalla struttura scatolare che, soggiacente alla schiavitù e alla «costrizione formale della geometria», presentava concezioni spaziali vincolate dalla normativa e non alle esigenze residenziali dell'uomo. Per usare le parole dell'Oppenländer, «per Scharoun l'abitazione non è solo un concetto tecnico, risolvibile come un'equazione matematica: per lui abitare significa tradurre nello specifico architettonico quanto l'uomo esige e realizza per determinare un proprio spazio vitale. Proprio per questo processo di interazione tra bisogni, funzioni, forme, l'architettura scharouniana si distingue, per l'evidente impegno sociale, dalla non-verità degli edifici di mattoni, delle case degli orpelli, che ancora caratterizzano il nostro secolo». Oltre che nelle planimetrie anche le architetture presentano questa mediazione tra organicismo ed espressionismo:
(Ada Francesca Marcianò)

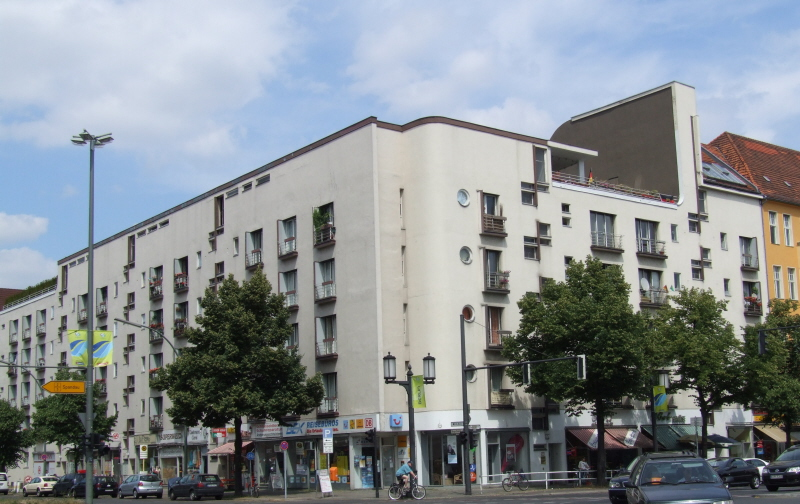
Casa ad appartamenti sul Kaiserdamm a Berlino-Westend, 1929

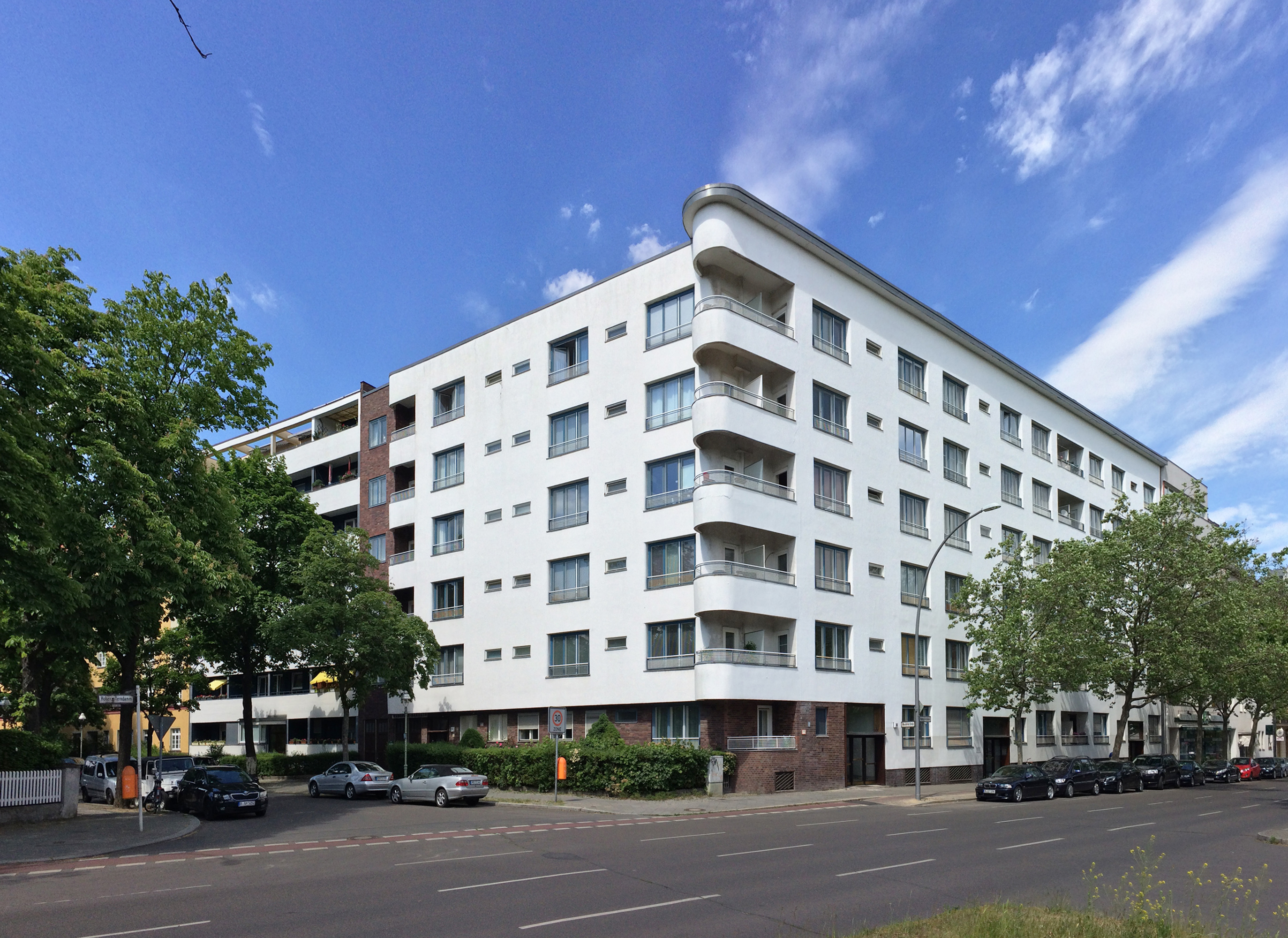
Casa ad appartamenti sull'Hohenzollerndamm a Berlino-Wilmersdorf, 1930

È possibile concludere, dunque, che Scharoun ha conosciuto un'articolata evoluzione stilistica: entusiasta autodidatta - abbandonò gli studi prima della laurea - egli partì come si è visto da inizi espressionisti, per poi approdare al funzionalismo della Neue Sachlichkeit nella sua maturità e, infine, raggiungere la sua acme creativa nel secondo dopoguerra. Sono stati tentati infatti accostamenti unilaterali con la poetica razionalista, organicista ed espressionista, giocoforza capziosi data la natura sui generis della fisionomia architettonica di Scharoun, forse assimilabile in linee molto generali al maestro finlandese Alvar Aalto: entrambi, infatti, tracciavano forme vitali, fluide, prorompenti ma comunque disciplinate da una razionalità granitica. Aalto, tuttavia, poteva beneficiare del benessere della società scandinava, e pertanto produrre edilizia con grande e creativa disinvoltura, senza quella tensione che - al contrario - inquinò la carriera di Scharoun, continuamente afflitta da guerre, crisi economiche e altri eventi luttuosi che si tradussero in segni architettonici aridi, essenziali, talora quasi aspri. Il modo migliore per rapportarsi all'enigma-Scharoun, dunque, è quello di considerarlo in tutte le sue multisfaccettate peculiarità, senza per questo scadere in scetticismi interpretativi troppo radicali, né in affannosi tentativi di ricondurlo a un determinato stile.